# سرماری کوتوله
چانا گاچوا (به انگلیسی: Channa gachua) به نوعی ماهی سرماری گفته می‌شود.

## خصوصیات کلیدی
L.L.۴۳ ۴/۹
۳۳ شعاع منشعب باله پشتی، ۲۲ شعاع منشعب باله مخرجی، ۱۶ شعاع منشعب باله سینه‌ای ۵ شعاع منشعب بایه شکمی، در نمونه‌های زنده باله پشتی و پشتی و مخرجی و دمی دارای لبه‌های نارنجی تیره‌است.
اندازه:حداکثر طول کل بدن ۱۳۵ میلیمتر.
زیستگاه:در قسمتهای میانی رودخانه بامپور در بلوچستان و رودخانه حلیل رود و جیرفت در استان کرمان که دمای آب ۳۲ درجه و دمای هوا ۴۳ درجه و عمق آب ۳۵–۴۰ سانتی‌متر و بستر قلوه سنگی و ماسه‌ای با اب شفاف تا گل آلود یافت شده‌است.

## اهمیت اقتصادی
با دارا بودن اندازه‌های کوچک، ارزش صید ورزشی یا اقتصادی نداشته اما ب توجه به اینکه در کشور ایران زیستگاه محدودی در منطقه جازموریان و احتمالاً مکران دارد دارای ارزش حفاظتی می‌باشد.

## پراکنش
حوضه همون جازموریان و حوضه مکران در پاکستان.